# Bitva u Hunajnu

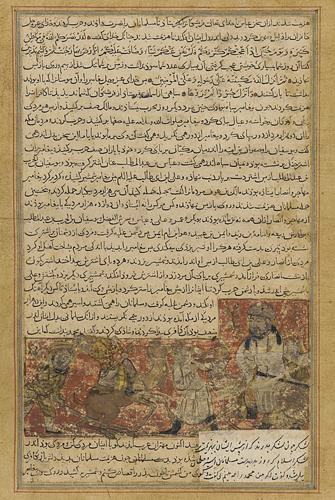
Strana z Tarikhnamy od perského dobového autora Balami pojednávající o bitvě u Hunajnu

Bitva u Hunajnu (arabsky: غَزْوَة حُنَيْن‎, romanizováno: Ghazwat Hunayn) se udála mezi muslimy pod vedením proroka Mohameda a beduíny kmenové konfederace Qays Aylan, specificky klany Hawazim a Thaqíf. Bitva se odehrála roku 630 n. l. (rok 8 AH) v Hunajnském údolí, na cestě mezi Mekkou a Táifem. I přes počáteční selhání bitvu vyhráli muslimové, získali tak obrovské množství kořisti a stali se de-facto pány arabského poloostrova. Bitva u Hanajnu je jako jedna z mála explicitně zmíněna v Koránu.

## Předehra bitvy
Klan Hawazim dlouhodobě konkuroval mekkánským Kurajšovcům, jelikož ovládal území na severovýchod od Mekky, jímž vedly obchodní stezky do dnešního Iráku. I klan Thaqif byl dlouhodobě trnem v oku Mekkánců, jelikož jejich hlavní město Taíf už dlouho konkurovalo Mekce v obchodě. V roce 629 Mohamed dobyl Mekku a vrátil se ze svého exilu v Medíně. Jeho kontrola nad Mekkou však doposud nebyla pevná, čehož se pokusily oba soupeřící kmeny využít a napadnout Mohameda v době tísně. Už o několik týdnů později se tedy seskupila vojska kmenové koalice Qays Aylan pod vedením krále Malika bin ‘Awf An-Nasria a vydala se na pochod k Mekce. Prorok Mohamed se o plánech kmenů dozvěděl díky zvědům v táboře Hawazim a vytáhl tak koalici naproti s vojskem čítajícím dvanáct tisíc mužů, deset tisíc věřících už z doby jeho exilu v Medíně a dva tisíce nově získaných podporovatelů z řad Mekkánců. I přes svou početnost však muslimové čelili přesile, podle odhadů měla mít síla protivníka dvacet tisíc mužů. Vedení Mekkánské skupiny spočívalo na Abbu Sufyanovi. Muslimská vojska se do Hunajnského údolí dostala později než síly Qays, kvůli tomu čelily taktické nevýhodě i vyčerpání.

## Průběh bitvy
Do Hunajnského údolí dorazili vojáci Qays dříve než Mohamed, mohli se tedy připravit na boj a zaujmout pozice. Král Malik jim řekl, aby čekali na muslimy a napadali je v menších potyčkách, kdykoliv na ně narazí. Když se muslimové snažili utábořit, vojáci aliance je zasypali šípy a zaútočili, načež se muslimové neuspořádaně stáhli. Jen několik málo muslimů se nedalo na útěk a bojovalo, jednalo se o tzv. Muhajirun, tedy muslimy, kteří s Mohamedem podnikli hidžru a byli po jeho boku od počátku. Mezi takové muslimy patřil například bratranec proroka Ibn Alí či další z bratranců proroka Mohameda Fadl ibn Abbás (jeho jméno nese pozdější abbásovský chalifát). Podle zdrojů jako je Ibn Ishaq to mělo být dokonce jen osm mužů, co zůstalo na bojišti a chránili proroka před nebezpečím. Mezitím měl prorok vyzývat uprchlé muslimy k tomu, aby se navrátili na bojiště a zaútočili. Poté, co muslimové překonali počáteční zmatek, se jim povedlo obrátit běh bitvy. Na straně koalice mělo zemřít přes čtyři sta kmenových bojovníků, zatímco na straně muslimů pouze čtyři muži. Tato čísla je však nutné brát z rezervou, pochází pouze z muslimských zdrojů.

## Dopad bitvy
Po bitvě muslimové získali šest tisíc zajatců z řad aliance Qays, dále pak dvacet čtyři tisíc velbloudů a velké množství majetku. Mohamedovy síly pronásledovaly své protivníky, nakonec je oblehly v jejich sídle Táif. I přesto, že se muslimům město nepovedlo dobýt, vítězství u Hanajnu znamenalo praktické i symbolické vítězství nad pohanskými beduíny a předznamenávalo eventuální ovládnutí celého arabského poloostrova islámem pod vládou rášidského chalifátu.